# (2554) Skiff
(2554) Skiff (1980 OB) – planetoida z pasa głównego asteroid okrążająca Słońce w ciągu 3 lat i 149 dni w średniej odległości 2,26 j.a. Została odkryta 17 lipca 1980 roku w Lowell Observatory (Anderson Mesa Station) przez Edwarda Bowella. Nazwa planetoidy pochodzi od Briana Skiffa, amerykańskiego astronoma, odkrywcy 59 asteroid.